# 곡성우체국
곡성우체국(谷城郵遞局)은 과학기술정보통신부 우정사업본부 전남지방우정청 소속의 우편물 취급기관이다. 전라남도 곡성군 곡성읍 군청로 27(읍내리 319번지)에 있다.

## 관할 우체국
|    | 우체국명       | 주소                                  |
| -- | -------------- | ------------------------------------- |
| 1  | 겸면우체국     | 전라남도 곡성군 겸면 곡순로 1854-3    |
| 2  | 고달우체국     | 전라남도 곡성군 고달면 목동1길 7      |
| 3  | 곡성오곡우체국 | 전라남도 곡성군 오곡면 기차마을로 130 |
| 4  | 곡성오산우체국 | 전라남도 곡성군 오산면 오산로 593     |
| 5  | 목사동우체국   | 전라남도 곡성군 목사동면 주목로 758   |
| 6  | 삼기우체국     | 전라남도 곡성군 삼기면 원등1길 63     |
| 7  | 석곡우체국     | 전라남도 곡성군 석곡면 석곡로 65-1    |
| 8  | 옥과우체국     | 전라남도 곡성군 옥과면 대학로 139-2   |
| 9  | 입면우체국     | 전라남도 곡성군 입면 청계동로 1215    |
| 10 | 죽곡우체국     | 전라남도 곡성군 죽곡면 오죽로 25      |